# گاندزاکار
گاندزاکار (به ارمنی: Գանձաքար) یک روستا در ارمنستان است که در استان تاووش واقع شده‌است. گاندزاکار در ۵ کیلومتری جنوب شرق ایجوان، مرکز استان تاووش واقع شده‌است.
این روستا تا ۲۵ مه ۱۹۶۷ ورین آغدان و سپس از ۲۵ فوریه ۱۹۷۸ آغدان نامیده می‌شد։.

## خصوصیات
گاندزاکار ۳٬۴۳۴ نفر جمعیت دارد و در ارتفاع ۸۵۰ متر بالاتر از سطح دریا قرار گرفته‌است.